# Enfants du Mékong
Enfants du Mékong est une organisation non gouvernementale (ONG) soutenant l'éducation d'enfants issus de familles très pauvres et des projets de développement durable liés à la protection de l'enfance et à la scolarisation, dans les pays du Sud-Est asiatique bordant le fleuve Mékong ainsi qu'aux Philippines,. 

## Historique
René Péchard (1912-1988), orphelin de guerre, légionnaire français pendant la guerre d'Indochine, est incarcéré au Viêt Nam entre 1949 et 1956. Après s'être évadé de prison, il s'installe à Vientiane, au Laos, comme dentiste. Un jour, trouvant deux enfants abandonnés devant sa porte, il décide de les prendre en charge.
L'organisation est alors fondée le 26 novembre 1958. De retour en France en 1967, René Péchard crée une première maison d'accueil. L'association prend le nom d'Enfants du Mékong en 1977. L'organisation se concentre d'abord sur l'accueil des réfugiés, notamment les enfants de boat-people, et les réfugiés parqués dans des camps à la frontière du Vietnam et de la Thaïlande.
Elle se concentre ensuite sur des projets éducatifs via des parrainages. L'association reçoit le Prix des Droits de l'Homme de La République Française en 1990. Le label IDEAS lui est décerné pour la première fois en 2011 et reconduit en 2015. En 2018, l'association fête ses 60 ans avec la réalisation du film Grandir, réalisé par Antoine Besson,,.

## Situation actuelle
Le budget 2018 s'élève à 12,5 millions d'euros (dont 5,5 % vont aux dépenses de fonctionnement). En 2020, plus de 22 000 enfants sont parrainés,.

### Sources de financements
Les ressources proviennent à 96 % de dons privés, particuliers, entreprises, fondations, clubs, de legs et d’événements,.
En 2017, Enfants du Mékong est parmi les bénéficiaires de La Nuit du Bien Commun qui permet de recevoir des dons.

### Structure de l'association
Le siège de l'association se trouve à Asnières-sur-Seine. La direction Asie est à Bangkok et des directions opérationnelles sont installées dans la plupart des pays concernés.
Les présidents de l'association ont été successivement :
- René Péchard, jusqu'à sa mort en 1988[18] ;
- Jean-Claude Didelot ;
- Yves Meaudre.

## Actions
L'organisation soutient des projets pour la scolarisation d'enfants malades ou handicapés, les populations rurales isolées, réfugiées, et l'éducation des filles et des enfants issues de minorités ethniques, touchant 60 000 enfants par an. Elle soutient également des projets de développement durable. Elle recourt à des volontaires - appelés les « bambous » - qui rejoignent les projets soutenus pendant une durée d'un à trois ans. Le but d'Enfants du Mékong est d'aider les enfants à acquérir un niveau d'études et des compétences qui leur permettront de contribuer au développement de leur pays. Les fondateurs, la plupart des acteurs et les statuts de l'association se réclament de valeurs chrétiennes,.

## Filmographie
Enfants du Mékong fait réaliser des documentaires publicitaires :
- Xavier de Lauzanne, Vivre comme un enfant, documentaire de communication 52 minutes, 2004, sur Enfants du Mekong

- Xavier de Lauzanne, L'espérance parrainée, documentaire de communication 52 minutes, 2008, sur Enfants du Mekong
- Grandir, 2018, http://grandir-lefilm.com/a-propos/